# Trachurus picturatus
Trachurus picturatus (Bowdich, 1825), conhecido pelos nomes comuns de carapau-negrão e chicharro (Açores), é uma espécie de peixe carangídeo de corpo fusiforme, alongado e pouco comprimido, de cor preta ou azul-esverdeada. As escamas concentram-se exclusivamente sobre a linha lateral. O comprimento corporal máximo reportado é de 60 cm, mas em geral os espécimes capturados têm menos de 25 cm. A espécie ocorre nas águas costeiras, sendo encontrada em profundidades até aos 370 metros, com distribuição natural desde o Golfo da Biscaia até ao sul de Marrocos, incluindo o Mediterrâneo Ocidental e os arquipélagos da Macaronésia (com excepção de Cabo Verde).

## Descrição
T. picturatus é um pequeno peixe pelágico, de corpo fusiforme, alongada, pouco alto e um pouco comprimido lateralmente, com um comprimento corporal máximo de 60 cm, mas com os tamanhos mais comuns situados entre os 20 e os 30 cm de comprimento. Apresenta uma coloração cinzenta escura na parte posterior do corpo e nu pedúnculo caudal, mas os lados são cinzento-azulados a prateados, com intensos laivos iridescentes verdes e azuis. A face ventral é esbranquiçada. Tem uma pequena mancha preta no bordo superior do opérculo. As barbatanas são cinzentas a cinzento-avermelhadas.
A cabeça é comparativamente grande face ao tamanho corporal, com focinho obtuso e boca ligeiramente prognata, com lábios espessos, oblíqua e terminal. Os dentes são pequenos, inseridos numa única linha. Os olhos, com uma pupila adiposa, bem desenvolvida.
As escamas são ciclóides, pequenas e lisas, com de 93 a 100 escudetes na linha lateral principal. A linha lateral secundária termina entre a quarto e a quinto lepidotríquia (raio) da segunda barbatana dorsal.
O primeiro arco branquial apresenta 14-17 branquispinhas superiores e 41-44 inferiores. A espécie tem duas barbatanas dorsais formadas, a primeira formada por espinhos e a segunda com um espinho e raios moles. A barbatana anal, relativamente curta, com três espinhos, embora os dois primeiros sejam frequentemente pouco visíveis, ficando incluídos na pele. O resto é constituído por raios macios. Nos espécimes adultos, o raio final da segunda dorsal e da anal são mais longos e ligeiramente separados dos restantes. As barbatanas peitorais são falciformes e a barabatana cauda claramente bifurcada.
T. picturatus é uma espécie pelágica migradora oceânica que forma grandes cardumes entre a superfície os 250 a 350 m de profundidade.
A alimentação é essencialmente planctónica, preferindo os pequenos crustáceos integrados no zooplâncton e as larvas de peixes e outros organismos marinhos durante a sua fase planctónica.
A reprodução ocorre essencialmente durante o estio.
A espécie apresenta uma distribuição natural que inclui o Mediterrâneo Ocidental, estendendo-se para o Mediterrâneo central, mas estando ausente do norte do Adriático, do Egeu e do Mar Negro. A sua maior área de distribuição ocorre no Atlântico nordeste, desde o Golfo da Biscaia até à Mauritânia (incluindo os arquipélagos macaronésios dos Açores (onde é um dos peixes mais frequentes), Madeira e Canárias).
A espécie é objecto de pesca industrial, semi-industrial, artesanal e desportiva, sendo capturada com artes de praia, tresmalho, cerco, palangre e de arrasto.
Apresenta pequeno valor comercial para consumo em fresco, mas nos Açores constituía, em fresco e seco ao sol, constituía a base alimentar proteica do segmento mais pobre da população, sendo uma iguaria ainda muito apreciada. É utilizado como isco na pesca dos tunídeos.
Na costa ibérica e no Mediterrâneo a espécie coexiste com outras duas do mesmo género (Trachurus mediterraneus e Trachurus trachurus), com as quais é frequentemente confundida no circuito comercial.